# Prix Noma
Le Prix Noma pour la littérature (野間文芸賞, Noma Bungei Shō) est un prix littéraire décerné annuellement au Japon. Il date de 1941, à la suite des dernières volontés du fondateur de la maison d'édition Kōdansha Noma Seiji, et récompense une publication originale éditée entre octobre et septembre de l'année suivante. Son lauréat remporte la somme de trois millions de yens, ainsi qu'une plaque commémorative.

## Prix Sponsor (1941–1946)
| Année | Auteur                                                         | Titre |
| ----- | -------------------------------------------------------------- | --- |
| 1941  | Sasamoto Tora                                                  | Aizu Shikon (会津士魂)                                                                                              |
| 1942  | Yamaoka Sōhachi Muneta Hiroshi Yamate Kiichirō Hamada Hirosuke | Kaitei Senki (海底戦記), Senkan dōjōki (潜艦同乗記) Taijishō (台児荘) Watanabe Kazan to Takano Chōei (崋山と長英) . |
| 1943  | Ōbayashi Kiyoshi                                               | Shōnai Shizoku (庄内士族)                                                                                           |
| 1944  | Kazuo Dan                                                      | Tenmei (天明) |
| 1946  | Hōjō Makoto                                                    | Kangiku (寒菊) et Ichinen (一年)                                                                                    |

## Prix Noma de littérature (depuis 1941)
Une archive des lauréats est conservée sur le site de l'eduteur Kodansha.
| Année | Lauréat | Traduction française                                         |
| ----- | --- | ------------------------------------------------------------ |
| 1941  | Mayama Seika                                                                                                   | -                                                            |
| 1942  | non décerné | -                                                            |
| 1943  | Kōda Rohan | -                                                            |
| 1944  | non décerné | -                                                            |
| 1946  | Mimei Ogawa | -                                                            |
|       | Aucun prix attribué de 1947 à 1952                                                                             | -                                                            |
| 1953  | Fumio Niwa, Hebi to hato (蛇と鳩)                                                                              | -                                                            |
| 1954  | Yasunari Kawabata, Yama no oto (山の音)                                                                        | Le Grondement de la montagne, Albin Michel                   |
| 1955  | non décerné | -                                                            |
| 1956  | Shigeru Tonomura, Ikada (筏)                                                                                   | -                                                            |
| 1957  | Fumiko Enchi, Onnazaka (女坂)                                                                                  | -                                                            |
| 1957  | Chiyo Uno Ohan (おはん)                                                                                        | Ohan, Picquier                                               |
| 1958  | Hideo Kobayashi, Kindai kaiga (近代絵画)                                                                       | -                                                            |
| 1959  | Saisei Murō, Kagerou no nikki ibun (かげろふの日記遺文)                                                        | -                                                            |
| 1960  | Shōtarō Yasuoka, Umibe no kōkei (海辺の光景)                                                                   | -                                                            |
| 1960  | Tomie Ōhara, ‘’En to iu onna (婉という女)                                                                      | -                                                            |
| 1961  | Yasushi Inoue, Yodo dono no nikki (淀どの日記)                                                                 | Le Château de Yodo, Picquier                                 |
| 1962  | Kazuo Ozaki, Maboroshi no ki (まぼろしの記)                                                                    | -                                                            |
| 1963  | Kazuo Hirotsu, Nengetsu no ashioto (年月のあしおと)                                                            | -                                                            |
| 1964  | Gishū Nakayama, Shoan (咲庵)                                                                                   | -                                                            |
| 1964  | Jun Takami, Shi no fuchi yori (死の淵より)                                                                     | -                                                            |
| 1965  | Tatsuo Nagai, Ikko sono hoka (一個)                                                                            | -                                                            |
| 1966  | Masuji Ibuse, Kuroi Ame (黒い雨)                                                                               | Pluie Noire, Gallimard                                       |
| 1967  | Mitsuo Nakamura, Nise no gūzō (贋の偶像)                                                                       | -                                                            |
| 1967  | Seiichi Funabashi, Sukina onna no munakazari (好きな女の胸飾り)                                                | -                                                            |
| 1968  | Tetsutarō Kawakami, Yoshida Shōin (吉田松陰)                                                                   | -                                                            |
| 1969  | Shigeharu Nakano, Kōotsuheitei (甲乙丙丁)                                                                      | -                                                            |
| 1970  | Ken’ichi Yoshida, Yōroppa no seikimatsu (ヨオロッパの世紀末)                                                   | -                                                            |
| 1970  | Jun Etō, Sōseki to sono jidai (漱石とその時代)                                                                 | -                                                            |
| 1971  | Junzō Shōno, Eawase (絵合せ)                                                                                   | -                                                            |
| 1972  | Ineko Sata, Juei (樹影)                                                                                        | -                                                            |
| 1973  | Kenzaburō Ōe, Kōzui wa waga tamashii ni oyobi (洪水はわが魂に及び)                                             | -                                                            |
| 1974  | Shōhei Ōoka, Chūya Nakahara (中原中也)                                                                         | -                                                            |
| 1975  | Ken Hirano, Samazama na seishun (さまざまな青春)                                                               | -                                                            |
| 1975  | Kazuo Ozaki, Ano hi kono hi (あの日この日)                                                                     | -                                                            |
| 1976  | Taijun Takeda, Memai no suru sanpo (目まいのする散歩)                                                          | -                                                            |
| 1976  | Tetsuo Miura, Kenjū to jūgo no tampen (拳銃と十五の短篇)                                                       | -                                                            |
| 1977  | Kenzō Nakajima, Kaisō no bungaku (回想の文学)                                                                  | -                                                            |
| 1978  | Junnosuke Yoshiyuki, Yūgure made (夕暮まで)                                                                    | Jusqu'au soir, Éditions du Rocher                            |
| 1979  | Shizuo Fujieda, Kanashii dake (悲しいだけ)                                                                     | -                                                            |
| 1980  | Shūsaku Endō, Samurai (侍)                                                                                     | L'Extraordinaire voyage du samouraï Hasekura, Buchet-Chastel |
| 1981  | Kenkichi Yamamoto, Inochi to katachi (いのちとかたち)                                                          | -                                                            |
| 1982  | Nobuo Kojima, Wakareru riyū (別れる理由)                                                                       | -                                                            |
| 1983  | Fumio Niwa, Ren'nyo (蓮如)                                                                                     | -                                                            |
| 1984  | non décerné |                                                              |
| 1985  | Shimao Toshio, Gyoraitei gakusei (魚雷艇学生)                                                                  | -                                                            |
| 1985  | Maruya Saiichi, Chūshingura towa nanika (忠臣蔵とは何か)                                                       | -                                                            |
| 1986  | Ueda Miyoji, Shimaki Akahiko (島木赤彦)                                                                        | -                                                            |
| 1986  | Minako Oba, Naku tori no (啼く鳥の)                                                                            | -                                                            |
| 1987  | Atsushi Mori, Ware yuku mono no gotoku (われ逝くもののごとく)                                                  | -                                                            |
| 1988  | Shōtarō Yasuoka, Boku no shōwashi (僕の昭和史)                                                                 | -                                                            |
| 1989  | Yasushi Inoue, Kōshi (孔子)                                                                                    | Confucius, Stock                                             |
| 1990  | Kiichi Sasaki, Watashi no Chēhofu (私のチェーホフ)                                                             | -                                                            |
| 1991  | Taeko Kōno, Miira tori ryookitan (みいら採り猟奇譚)                                                            | Conte cruel d'un chasseur devenu proie, Editions du Seuil    |
| 1992  | Hiroshi Sakagami, Denen fukei (田園風景)                                                                       | -                                                            |
| 1993  | Keizō Hino,Taifu no me (台風の眼)                                                                              | -                                                            |
| 1994  | Hiroyuki Agawa, Naoya Shiga (志賀直哉)                                                                         | -                                                            |
| 1994  | Ri Kaisei, Hyakunen no tabibito tachi (百年の旅人たち)                                                         | -                                                            |
| 1995  | non décerné | -                                                            |
| 1996  | Shun Akiyama, Nobunaga (信長)                                                                                  | -                                                            |
| 1997  | Hideo Takubo, Kodamashu (木霊集)                                                                               | -                                                            |
| 1997  | Taeko Tomioka, Hiberuni ato kiko (ひべるにあ島紀行)                                                            | -                                                            |
| 1998  | Yūko Tsushima, Hinoyama, yamazaruki (火の山―山猿記)                                                            | -                                                            |
| 1999  | Takuyuki Kiyōka, Maronie no hana ga itta (マロニエの花が言った)                                                | -                                                            |
| 2000  | Kyōko Hayashi, Nagai jikan o kaketa ningen no keiken (長い時間をかけた人間の経験)                              | -                                                            |
| 2001  | Jakuchō Setouchi, Basho (場所)                                                                                 | -                                                            |
| 2002  | Yūichi Takai, Toki no ushio (時の潮)                                                                           | -                                                            |
| 2003  | Hiroko Takenishi, Zōtō no Uta (贈答のうた)                                                                     | -                                                            |
| 2004  | Tsujii Takashi, Chichi no Shōzō (父の肖像)                                                                     | -                                                            |
| 2005  | Ryū Murakami, Hanto wo deyo (半島を出よ)                                                                       | -                                                            |
| 2006  | Kuroi Senji, Ichijitsu yume no satsu (一日 夢の柵)                                                             | -                                                            |
| 2007  | Kazumi Saeki, Norge (ノルゲ - Norvège)                                                                         | -                                                            |
| 2008  | Kō Machida, Yadoya Meguri (宿屋めぐり)                                                                         | -                                                            |
| 2009  | Hikaru Okuizumi, Jingi gunkan Kashihara satsujinjiken (神器 軍艦『橿原』殺人事件)                              | -                                                            |
| 2010  | Kiyoko Murata, Furusato no waga ie'' (故郷のわが家)                                                            | -                                                            |
| 2011  | Yōko Tawada, Yuki no renshūsei (雪の練習生)                                                                    | Histoire de Knut, Verdier                                    |
| 2012  | Eimi Yamada, Gentleman (ジェントルマン)                                                                        | -                                                            |
| 2013  | Kazushi Hosaka, Mimei no tōsō (未明の闘争)                                                                     | -                                                            |
| 2014  | Yoriko Shono, Mitōbyōki kōgenbyō kongōsei ketsugōsoshikibyō no (未闘病記――膠原病、『混合性結合組織病』の』)    | -                                                            |
| 2015  | Mayumi Nagano, Meido ari (冥途あり)                                                                            | -                                                            |
| 2016  | Toshiyuki Horie, Sono sugata no keshikata (その姿の消し方)                                                     | -                                                            |
| 2017  | Kaoru Takamura, suchi no ki( 土の記)                                                                           | -                                                            |
| 2018  | Osamu Hashimoto, Kusanagi no tsurugi (草薙の剣)                                                                | -                                                            |
| 2019  | Hisaki Matsuura, Jingai (人外)                                                                                 | -                                                            |
| 2020  | Yoko Ogawa, Kobako (小箱)                                                                                      | Petites boîtes, Actes Sud                                    |
| 2021  | Hideo Levy, Tenro (天路)                                                                                       | -                                                            |
| 2022  | Rieko Matsuura, Hikari bunshū (ヒカリ文集)                                                                     | -                                                            |
| 2023  | Hiromi Kawakami, Koi wa hakanai, aruiwa, pūru no soko no sutēki (恋ははかない、あるいは、プールの底のステーキ) | -                                                            |
| 2024  | Fuminori Nakamura, Retsu (列)                                                                                  | -                                                            |

## Prix Noma des nouveaux auteurs (depuis 1979)
Le prix Noma des nouveaux auteurs, parfois traduit prix Noma des jeunes auteurs ou prix Noma des débutants.
| Année | Auteur             | Titre                                                                               | Traduction française                           |
| ----- | ------------------ | ----------------------------------------------------------------------------------- | ---------------------------------------------- |
| 1979  | Yūko Tsushima      | Hikari no ryōbun (光の領分)                                                         | -                                              |
| 1980  | Wahei Tatematsu    | Enrai (遠雷)                                                                        | -                                              |
| 1981  | Ryū Murakami       | Coinlocker Babies (コインロッカー・ベイビーズ, Koinrokkā beibīzu)                   | Les bébés de la consigne automatique, Picquier |
| 1981  | Katsusuke Miyauchi | Kin’iro no zō (金色の象)                                                            | -                                              |
| 1982  | Murakami Haruki    | Hitsuji o meguru bōken (羊をめぐる冒険)                                             | La Course au mouton sauvage, Seuil             |
| 1983  | Genpei Akasegawa   | Yukinohara (雪野                                                                    | -                                              |
| 1984  | Sō Aono            | Onna kara no koe (女からの声)                                                       | -                                              |
| 1984  | Masahiko Shimada   | Muyū ōkoku no tame no ongaku (夢遊王国のための音楽)                                 | -                                              |
| 1985  | Keiji Nakazawa     | Suiheisen ue nite (水平線上にて)                                                    | -                                              |
| 1985  | Mizuko Masuda      | Jiyū jikan (自由時間)                                                               | -                                              |
| 1986  | Iwasaka Keiko      | Mimoza no hayashi o (ミモザの林を)                                                  | -                                              |
| 1986  | Agata Hikari       | Shizuka ni watasu kogane no yubiwa (しずかにわたすこがねのゆびわ)                   | -                                              |
| 1987  | Arai Man           | Vekusashion (Vexation) (ヴェクサシオン)                                             | -                                              |
| 1988  | Yoshimeki Hiruhiko | Louisiana kuiuchi (ルイジアナ杭打ち)                                                | -                                              |
| 1989  | Naoyuki Ii         | Sashite jūyōde nai ichinichi (さして重要でない一日)                                 | -                                              |
| 1990  | Kazumi Saeki       | Shōto sākitto (Short Circuit) (ショート・サーキット)                                | -                                              |
| 1991  | Yoriko Shōno       | Nanimo shite nai (なにもしてない)                                                   | -                                              |
| 1992  | Hideo Levy         | Seijōki no kikoenai heya (星条旗の聞こえない部屋)                                   | -                                              |
| 1993  | Hikaru Okuizumi    | Novalis no inyō (ノヴァーリスの引用)                                                | -                                              |
| 1993  | Kazushi Hosaka     | Kusa no ue no chōshoku (草の上の朝食)                                               | -                                              |
| 1994  | Takeno Masato      | Watashi no jijoden zempen (私の自叙伝前篇)                                          | -                                              |
| 1995  | Yōjirō Satō        | Geshi matsuri (夏至祭)                                                              | -                                              |
| 1995  | Minae Mizumura     | Shishōsetsu (私小説)                                                                | -                                              |
| 1996  | Mitsuyo Kakuta     | Madoromu yoru no UFO (まどろむ夜の)                                                 | -                                              |
| 1996  | Yū Miri            | Furuhausu (Full House) (フルハウス)                                                 | Jeux de famille, Picquier                      |
| 1997  | Kō Machida         | Kussun daikoku (くっすん大黒)                                                       | -                                              |
| 1998  | Chiya Fujino       | Oshaberi kaidan (おしゃべり怪談)                                                    | Havre de paix, Thierry Manier                  |
| 1999  | Kazushige Abe      | Mujō no sekai (無情の世界)                                                          | -                                              |
| 1999  | Hiromi Itō         | Ranīnya (La Niña- (ラニーニャ)                                                      | -                                              |
| 2000  | Mari Akasaka       | ‘’Myūzu (Muse)’’ (ミューズ)                                                         | -                                              |
| 2000  | Okazaki Yoshihisa  | Rakutenya (楽天屋)                                                                  | -                                              |
| 2001  | Hiroko Shimizu     | Shohōsen (処方箋)                                                                   | -                                              |
| 2001  | Dōgaki Sonoe       | Veracruz (ベラクルス, Berakurusu)                                                   | -                                              |
| 2002  | Sagawa Mitusharu   | Chijiminda ai (縮んだ愛)                                                            | -                                              |
| 2002  | Wakai Sū           | Umiuma no josō (海馬の助走)                                                         | -                                              |
| 2003  | Shimamoto Rio      | Ritoru bai ritoru (Little by little)’’ (リトル・バイ・リトル)                       | -                                              |
| 2003  | Tomoyuki Hoshino   | Fantajisuta (Fantasista)’’ (ファンタジスタ)                                         | -                                              |
| 2004  | Kō Nakamura        | Guruguru mawaru suberidai (ぐるぐるまわるすべり台)                                  | -                                              |
| 2004  | Fuminori Nakamura  | Shakō (遮光)                                                                        | -                                              |
| 2005  | Aoki Jungo         | Yonjūnichi to yonjūyoru no Märchen (四十日と四十夜のメルヘン)                       | -                                              |
| 2005  | Toshiko Hirata     | Futarinori (二人乗り)                                                               | -                                              |
| 2006  | Masaya Nakahara    | Namo naki kojitachi no haka (名もなき孤児たちの墓)                                  | -                                              |
| 2007  | Kashimada Maki     | Pikarudi no sando (ピカルディーの三度)                                              | -                                              |
| 2007  | Kenta Nishimura    | Ankyo no yado (暗渠の宿)                                                            | -                                              |
| 2008  | Kikuko Tsumura     | Myūjikku buresu yū !! (Music bless you !!) (ミュージック・ブレス・ユー!!, )         | -                                              |
| 2009  | Sayaka Murata      | Gin’iro no uta (ギンイロノウタ)                                                     | -                                              |
| 2010  | Toh Enjoe          | Uyūshitan (烏有此譚)                                                                | -                                              |
| 2010  | Tomoka Shibasaki   | Netemo sametemo (寝ても覚めても)                                                    | -                                              |
| 2011  | Yukiko Motoya      | Meri doku (ぬるい毒)                                                                | -                                              |
| 2012  | Satoko Hiwa        | Raho yonsennenki (螺法四千年記)                                                     | -                                              |
| 2012  | Sumito Yamashita   | Midori no saru (緑のさる)                                                           | -                                              |
| 2013  | Seikō Itō          | Sōzō rajio (想像ラジオ)                                                             | Radio Imagination, Actes Sud                   |
| 2014  | Tarō Matsunami     | LIFE                                                                                | -                                              |
| 2015  | Takiguchi Yūshō    | Ai to jinsei (愛と人生)                                                             | -                                              |
| 2015  | Hideo Furukawa     | Onnatachi sambyakunin no uragiri no sho (女たち三百人の裏切りの書)                  | -                                              |
| 2016  | Akito Inui         | Noroi otoko haiyū Kameoka Takuji (のろい男―俳優・亀岡拓次)                          | -                                              |
| 2017  | Natsuko Imamura    | Hoshi no ko (星のこ)                                                                | -                                              |
| 2017  | Hiroki Takahashi   | Sande pipuru (日曜日の人々(サンデー・ピープル))                                     | -                                              |
| 2018  | Kaoru Kaneko       | Futago wa roba ni mataga tte (双子は驢馬に跨がって)                                 | -                                              |
| 2018  | Yusuke Noriyo      | honmono no dokusho-ka (本物の読書家)                                                | -                                              |
| 2019  | Li Kotomi          | Itsutsu kazoereba mikazuki ga (五つ数えれば三日月が)                                | -                                              |
| 2020  | Yondoku I          | Anata ga watashi o takeyari de tsuki korosu mae ni (あなたが私を竹槍で突き殺す前に) | -                                              |
| 2021  | Seiko Idokawa      | Koko wa totemo hayai kawa (ここはとても速い川)                                      | -                                              |
| 2022  | Ryohei Machiya     | Hon'no kodomo (ほんのこども)                                                        | -                                              |
| 2023  | Akira Asahina      | Anata no moeru hidarite de (あなたの燃える左手で)                                   | -                                              |
| 2023  | Rie Kudan          | Shi o kaku uma (文學界)                                                             | -                                              |
| 2024  | Kohei Toyonaga     | Tsukinu hashi iya, banu hashi i (月ぬ走いや、馬ぬ走い)                              | -                                              |

## Prix de la littérature pour la jeunesse (depuis 1963)
| Année | Auteur                                 | Titre |
| ----- | -------------------------------------- | --- |
| 1963  | Ishimori Nobuo                         | Ban no miyage hanashi (バンのみやげ話)                                                                     |
| 1964  | Matsutani Miyoko                       | Chisai momo-chan (ちいさいモモちゃん)                                                                      |
|       | Shōno Eiji                             | Hoshi no bokujō (星の牧場)                                                                                 |
| 1965  | Inui Tomiko                            | Umineko no sora (うみねこの空)                                                                             |
| 1966  | Fukuda Kiyoto                          | Aki no medama (秋の目玉)                                                                                   |
| 1967  | Satō Satoru                            | Obāsan no hikōki (おばあさんのひこうき)                                                                    |
| 1967  | Kagawa Shigeru                         | Setoro no umi (セトロの海)                                                                                 |
| 1968  | Mado Michio                            | Tempura piriri (てんぷらぴりぴり)                                                                          |
| 1969  | Imanishi Sukeyuki                      | Uraue no tabinintachi ?? (浦上の旅人たち)                                                                  |
| 1969  | Miyawaki Toshio                        | Yama no ongoku monogatari (山のおんごく物語)                                                               |
| 1970  | Iwasaki Kyōko                          | Koi no iru mura (鯉のいる村)                                                                               |
| 1971  | Tsuchiya Yukio                         | Tōkyōkko monogatari (東京っ子物語)                                                                         |
| 1972  | Kitabatake Yao                         | Oni o kau goro (鬼を飼うゴロ)                                                                              |
| 1973  | Mikio Andō                             | Denden mushi no keiba (でんでんむしの競馬)                                                                 |
| 1973  | Yoda Junichi                           | Yayuki yamayuki?? (野ゆき山ゆき)                                                                           |
| 1974  | Jōji Tsubota                           | Nezumi no ibiki (ねずみのいびき)                                                                           |
| 1975  | Koide Shōgo.                           | Jinta no oto (ジンタの音)                                                                                  |
| 1976  | Nonagase Masao                         | Chisana boku no ie (小さなぼくの家)                                                                        |
| 1977  | Imae Yoshitomo                         | Oniki (兄貴)                                                                                               |
| 1977  | Shōgenji Haruko.                       | Yuki bokko monogatari (雪ぼっこ物語)                                                                       |
| 1978  | Kawamura Takashi                       | Yama e iku ken (山へいく牛)                                                                                |
| 1979  | Kanzawa Toshiko et Hiroyama Eizō       | Inai inai baaya (いないいないばあや)                                                                       |
| 1980  | Nagasaki Gen'nosuke et Miyoshi Akasaka | Wasureta shima e (忘れられた島へ)                                                                          |
| 1980  | Sakata Hiroo                           | Dorachii chan no boken (ドラジイちゃんの冒険)                                                              |
| 1981  | Maekawa Yasuo et Ōda Daihachi          | Wakai sōna jidōusha no hanashi (かわいそうな自動車の話)                                                    |
| 1982  | Awa Naoko et Ajito Keiko               | Tooi nobara no mura (遠い野ばらの村)                                                                       |
| 1983  | Saitō Atsuo et Masayuki                | Gamba to Kawauso no bōken (ガンバとカワウソの冒険)                                                         |
| 1984  | Miki Taku et Sugiura Hanmo             | Pota pota (ぽたぽた)                                                                                       |
| 1984  | Takezaki Yūhi et Kobayashi Yoshi.      | Nigedashita heitai (にげだした兵隊)                                                                        |
| 1985  | Eiko Kadono et Hayashi Akiko           | Majo no takkyūbin (魔女の宅急便) Kiki la petite sorcière                                                   |
| 1986  | Sueyoshi Akiko et Satoshi Nakachie?    | Mama no kiiroi kozō (ママの黄色い子象)                                                                     |
| 1987  | Horiuchi Sumiko                        | Rubī iro no tabi (ルビー色の旅)                                                                            |
| 1987  | Miwa Hiroko et Furiyaka Yoko           | Bokura no natsu wa yamagoya de (ぼくらの夏は山小屋で)                                                      |
| 1988  | Shuntarō Tanikawa                      | Hadaka Shuntarō Tanikawa shishū (はだか 谷川俊太郎詩集)                                                    |
| 1989  | Miwa Hiroko et Kuroi Ken?              | Papa-san no niwa (パパさんの庭)                                                                            |
| 1989  | Aman Kimiko et Nishimaki Kayako        | Okko-chan to tantan usagi (おっこちゃんとタンタンうさぎ)                                                   |
| 1990  | Ōishi Makoto et Ishizaki Sumiko        | Nemurenaiko (眠れない子)                                                                                   |
| 1990  | Muranaka Rie                           | Onei-chan (おねいちゃん)                                                                                   |
| 1991  | Imamura Ashiko et Itō Masamichi        | Kagari-chan (かがりちゃん)                                                                                 |
| 1991  | Mori Tadaaki et Fujikawa Hideyuki      | Horn-misaki made (ホーン岬まで, Hōn-misaki made)                                                           |
| 1992  | Matsutani Miyoko et Ise Hideko         | Akane-chan no namida no umi (アカネちゃんのなみだの海)                                                     |
| 1992  | Yamashita Haruo et Uno Akira           | Kamome no ie (カモメの家)                                                                                  |
| 1993  | Yamanaka Hisashi et Hotta Akio         | Tonderojii chan (とんでろじいちゃん)                                                                       |
| 1994  | Gotō Ryūji et Tanaka Makiko            | Yashin aratamezu - Hitakami kokuden (野心あらためず・日高見国伝)                                           |
| 1995  | Okada Jun                              | Kosoado no mori no monogatari (こそあどの森の物語 1・2・3)                                                 |
| 1996  | Moriyama Miyako et Odagiri Akira       | Maneya no oiraryo nekodōchū (まねやのオイラ旅ねこ道中)                                                     |
| 1997  | Asano Atsuko et Satō Makiko            | Batterī (バッテリー)                                                                                       |
| 1998  | Mori Eto                               | Tsuki no fune (つきのふね)                                                                                 |
| 1999  | Tatsumiya Shō et Azuma Itsuko          | Tsukikami no suberu mori (月神の統べる森で)                                                                |
| 2000  | Masumasa Moto et Maekawa Kazuo         | Zukkoke no bakku to za fyucha (ズッコケ三人組のバック・トゥ・ザ・フューチャー)                             |
| 2001  | Hanagata Mitsuru                       | Girigiri toraianguru (ぎりぎりトライアングル)                                                              |
| 2002  | Soya Kiyoshi                           | Garasu no uma (ガラスのうま)                                                                               |
| 2003  | Itō Hiroshi                            | Osaru no mori (おさるのもり)                                                                               |
| 2004  | Uehashi Nahoko                         | Kitsune fue no kanata (狐笛のかなた)                                                                       |
| 2005  | Yoshibashi Michio                      | Namakura (なまくら)                                                                                        |
| 2006  | Yatsuka Sumiko                         | Watashi no sukina hito(わたしの, 好きな人)                                                                 |
| 2007  | Yazuki Michiko                         | Shizukana Hibi (しずかな日々)                                                                              |
| 2008  | Kudō Naoko                             | Noharauta V (のはらうたＶ)                                                                                 |
| 2009  | Nakagawa Chihirō                       | Karin-chan to jūgonin no ohina-sama (かりんちゃんと十五人のおひなさま)                                     |
| 2010  | Ichikawa Nobuko                        | Kinō no yoru, otōsan ga osoku kaeta, sono wake wa ... (きのうの夜、おとうさんがおそく帰った、そのわけは……) |
| 2011  | Tomiyasu Yōko                          | Bon maneki (盆まねき)                                                                                      |
| 2012  | Ishizaki Hiroshi                       | Sekai no hate no majo gakkō (世界の果ての魔女学校)                                                         |
| 2013  | Saitō Hiroshi                          | Rudolf to Snow White (ルドルフとスノーホワイト)                                                            |
| 2014  | Iwase Jōko                             | Atarashii ko ga kite (あたらしい子がきて)                                                                  |
| 2015  | Murakami Shiiko                        | Utau to wa chiisana inochi hiroi age (うたうとは小さないのちひろいあげ)                                    |
| 2016  | Kashiwaba Sachiko                      | Misaki no mayoiga (岬のマヨイガ)                                                                           |

## Source
Schierbeck, Sachiko Shibata, Marlene R Edelstein. (1994). Japanese Women Novelists in the 20th Century: 104 Biographies, 1900-1993. Copenhagen: Museum Tusculanum Press.  (ISBN 87-7289-268-4 et 978-87-7289-268-9); OCLC 32348453